# Mansfelder Kupferschlackensteine

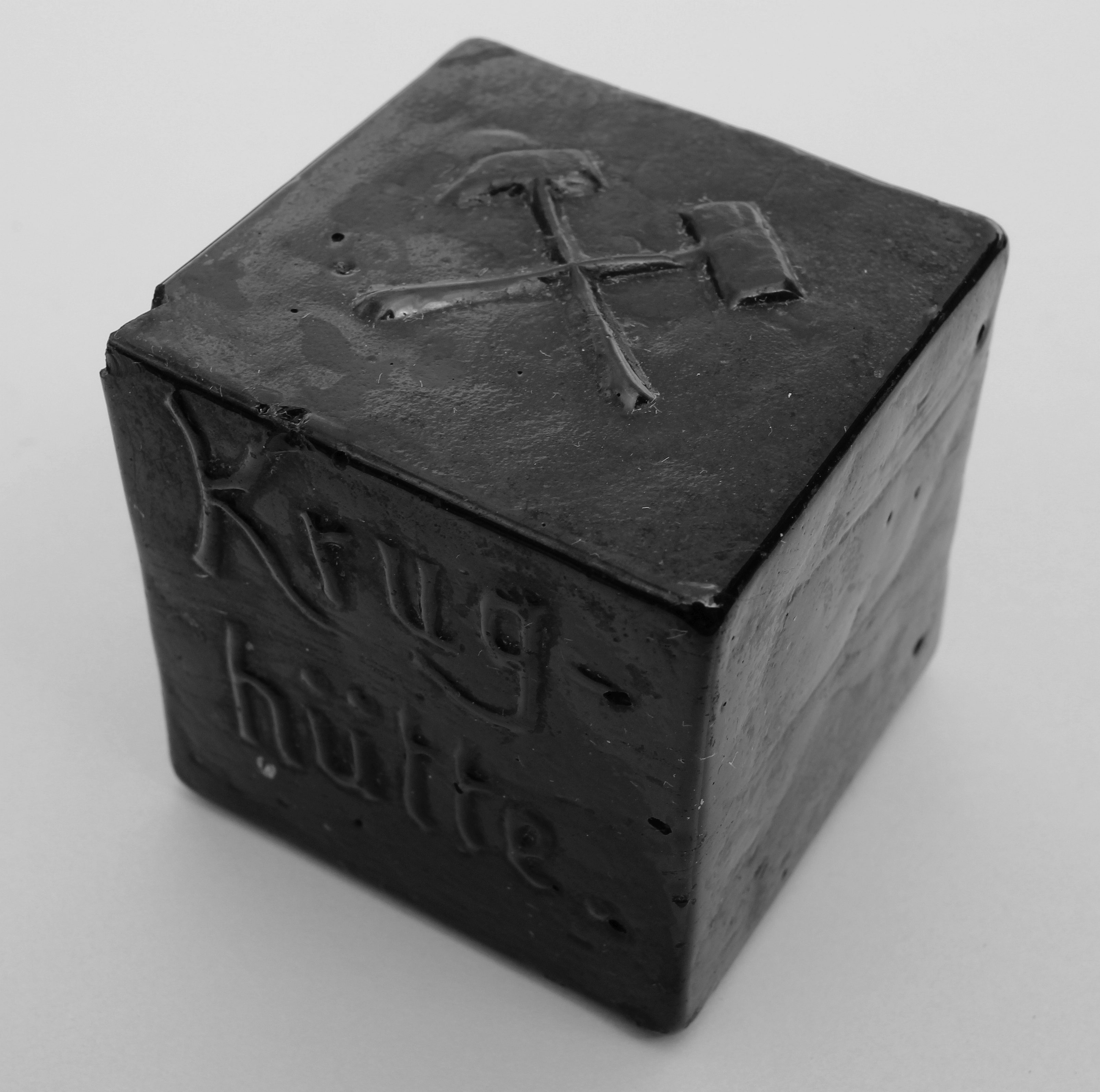
Mansfelder Kupferschlackenstein als Briefbeschwerer und Souvenir der Krughütte in Eisleben. Kantenlänge 4,6 cm, Masse 259 g

Mansfelder Kupferschlackensteine sind eine Sonderform der Schlackensteine. Sie wurden vom 19. Jahrhundert bis 1990 hergestellt. Das VEB Mansfeld „Wilhelm Pieck“ lieferte sie in die DDR zum Straßen- und Hausbau sowie nach Westeuropa, sie fanden ebenso Verwendung für Deichbefestigungen und Wandverkleidungen. Da sie Spuren von Radionukliden enthalten, stellen sie eine schwache Strahlenquelle dar.

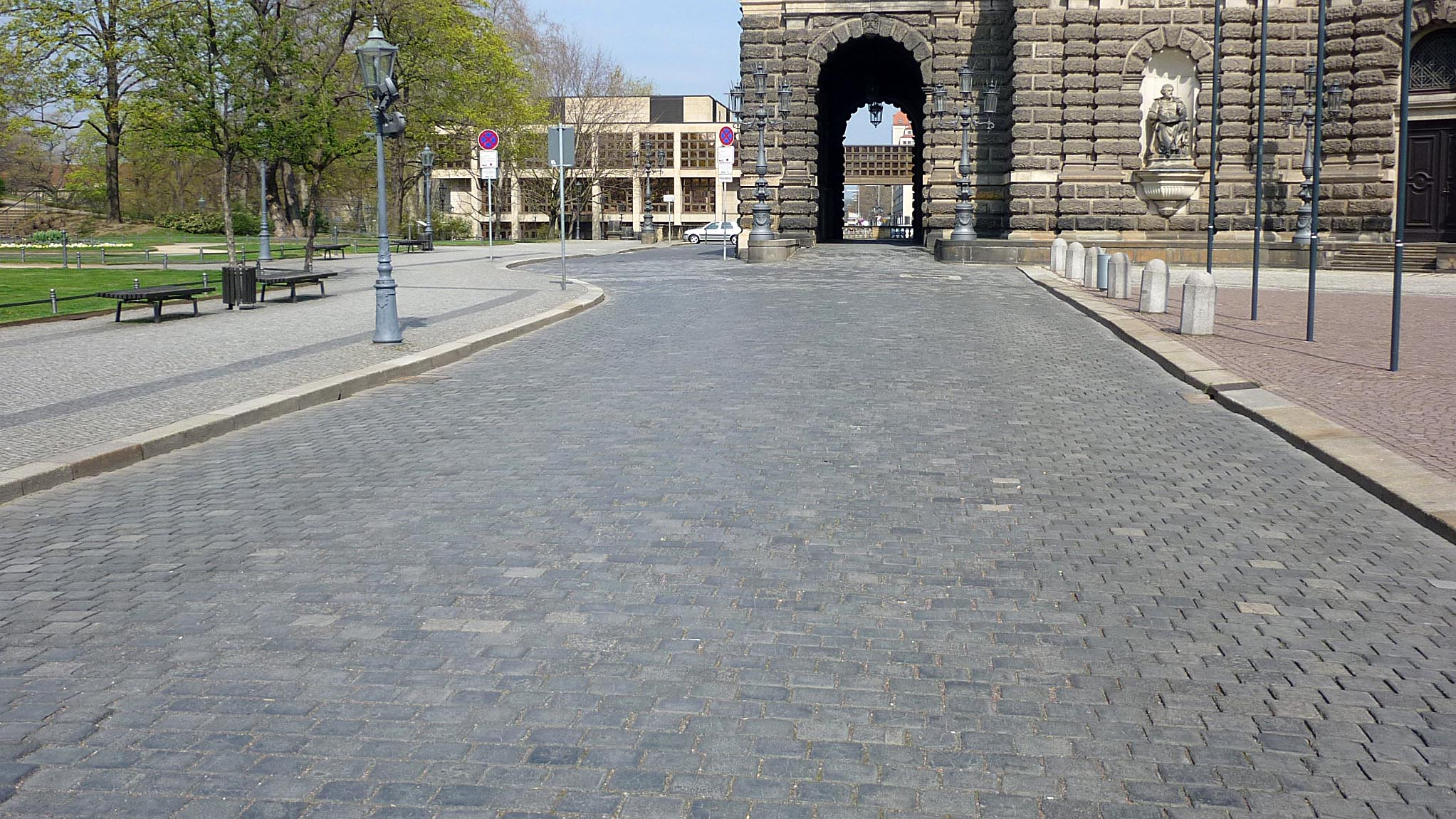
Dresden, Theaterplatz: Pflaster aus Mansfelder Schlackensteinen

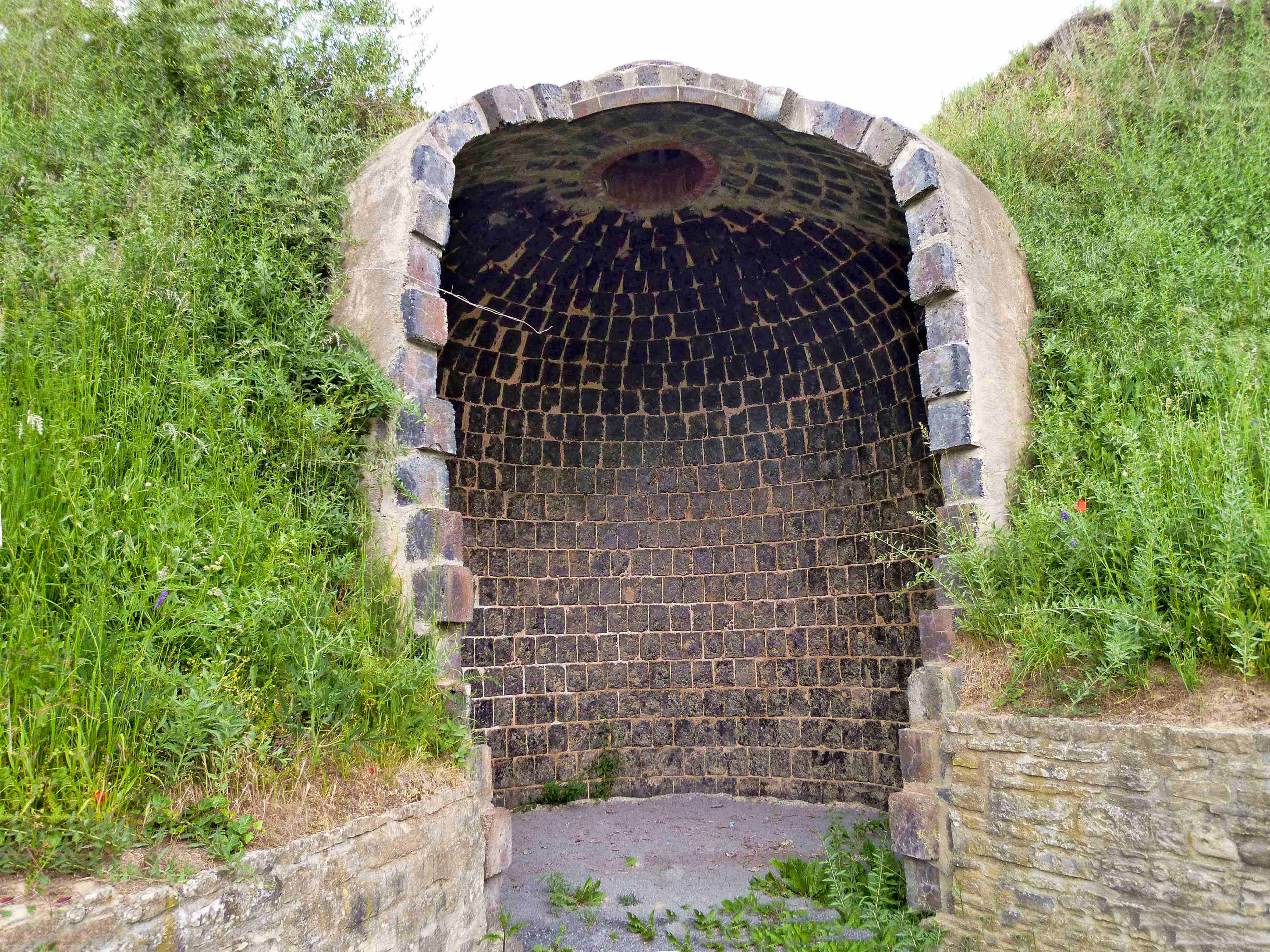
Kornflasche Friedeburgerhütte

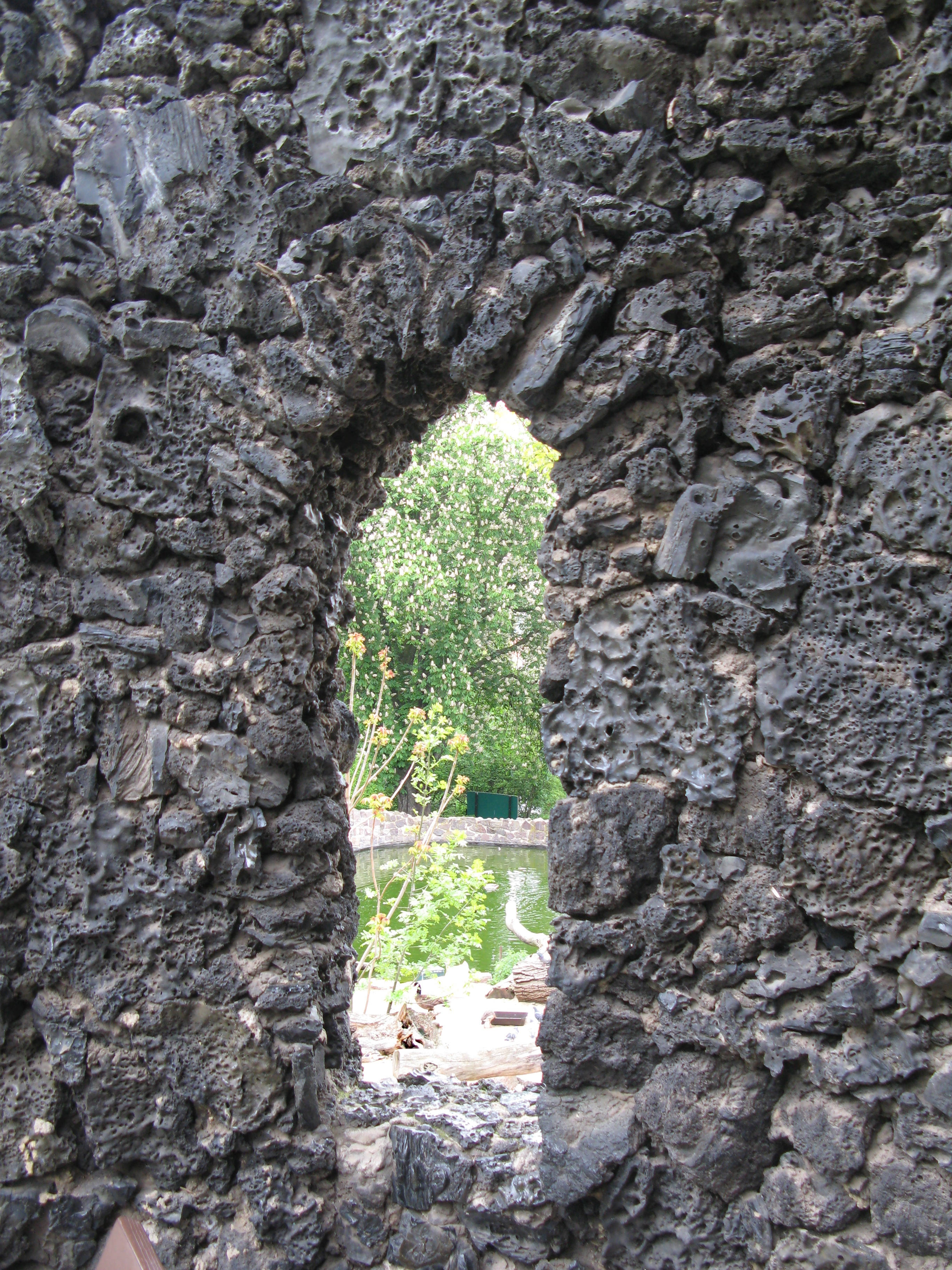
Zoologischer Garten Halle (Saale): Dekoratives, funktionsloses Bauwerk der Gartenkunst („Folly“) aus ungeformter, relativ schnell erstarrter Mansfelder Schlacke

## Geschichte
In Mansfeld wurde Kupfer aus Kupferschiefer gewonnen, wozu dieser mit Koks, Kalk und weiteren Zuschlägen im Schachtofen aufgeschmolzen wurde. Diese Schmelze trennt sich in eine silikatische Phase (die bei Erstarrung als Nebenprodukt Schlacke lieferte) und eine sulfidische Phase (mit den Kupfer- und Eisenbestandteilen), die weiteren Verhüttungsschritten unterworfen wurde. Die meisten Nebenprodukte wurden jahrhundertelang zu Abraumhalden – auch Bergehalden genannt – aufgetürmt. Die drei größten werden heute als Pyramiden des Mansfelder Landes bezeichnet.
Da man die großen Mengen nicht verschwenden wollte, wurden parallel dazu zahlreiche Nutzungsversuche unternommen (Schlackenbäder, Nutzung zum Warmwassererzeugen, Heizen, Kochen). Im Jahr 1795 wurde auf der Friedeburger Hütte erstmals die Verwendung für Mauersteine angeregt. Mitte des 19. Jahrhunderts schuf man schon in größeren Mengen sogenannte Wickelschlacken für Bauzwecke (1850: 78.000). Auch bei der Verarbeitung zu Schotter machte man Fortschritte und kam auf 5.000 Tonnen pro Jahr. Da die Schmelzleistungen weiter anstiegen und die Schlacke somit immer höhere Deponierungskosten verursachte, verstärkte man die Suche nach alternativen Verwendungsmöglichkeiten. Im Jahr 1863 war eine weitere Qualitätssteigerung gelungen und man konnte getemperte Pflastersteine gießen, weshalb der 31. Oktober 1863 als Geburtstag der Pflastersteine aus Temperschlacke angesehen wird.
Bereits im Jahr 1865 begann die Gewerkschaftliche Chaussee- und Wegebauverwaltung eigene getemperte Schlackenpflastersteine zu verwenden. Den Anfang machte der Weg von der Gewerkschaftlichen Chaussee zum Ernstschacht bei Helbra. Ab 1868 verwendete man mehrheitlich eigenproduzierte Pflastersteine. Im Jahr 1875 wurde mit der industriellen Produktion von Schlackenpflastersteinen begonnen, da man nun erstmals 35 Schlackenpflastersteine in einer Grube mit einem Guss herstellen konnte. Bereits 1894 wurden 19 verschiedene Formate der Schlackensteine hergestellt. Das bekannteste Format ist der 16-cm-×-16-cm-×-16-cm-Pflasterstein. Die Schlackesteine wurden im Straßenbau, Wasserbau (Deichbefestigungen), Tiefbau und auch beim Hausbau verwendet. Im Straßenbau sind sie wegen der Glätte bei Regen umstritten, die auch nach Verbesserungen weiter ein Problem darstellt. Im Hausbau errichtete man mit ihnen auch Garagen, Gartenmauern und Ställe. Anfang des 20. Jahrhunderts unternommene Versuche, die Schlacke auch in der Zementherstellung zu verwenden, erwiesen sich zunächst nicht als erfolgreich, doch gelangen hier in den 1950er Jahren Fortschritte. Auch weitere Produkte konnten aus der Schlacke gewonnen werden. Ende der 1920er Jahre übertraf der Bedarf die Produktion, obwohl die gesamte geeignete Schlacke auch verarbeitet wurde.
Das Mansfelder Kupferschlackensteinpflaster, vereinfachend auch Mansfelderpflaster genannt, galt lange Zeit als kostengünstige Alternative, solange die Fracht günstig zu bewerkstelligen war. Es war dadurch dem Konkurrenzkampf mit Natursteinpflaster gewachsen und wurde auch weniger abgenutzt als zum Beispiel Basalt oder Granit. Zudem konnten die Fugen enger gesetzt werden, so dass das Gestein auch für Radwege geeignet zu sein schien. Die hohe Arbeitsintensität bei der Produktion ließ eine wirtschaftliche Herstellung der Schlackensteine ab Anfang der 1970er Jahre allerdings nicht mehr zu. Ende 1976 wurde die Produktion weitgehend eingestellt. Eine Schlackenhalde kann in Helbra besichtigt werden (⊙), insgesamt gab es im Jahr 1992 24 reine Schlackehalden, sowie zirka 1150 Bergehalden. In der etwa hundertjährigen Produktionszeit bis 1976 wurden rund 1,4 Milliarden Schlackensteine produziert. Daneben wurden auch andere Formteile (z. B. Rohre) und Schlackenwolle sowie stückige Schlacke (als Schottermaterial bzw. als Zementzuschlagstoff) hergestellt. Im Zeitraum von 1979 bis 1989 produzierte man in der Gegend noch 15 Millionen Kupferschlackesteine, zudem wurden drei Millionen Tonnen gebrochener Schlacke im Straßenbau verwendet. Die Abgabe erfolgte nur noch mit Genehmigung, eine Verwendung bei Hauptgebäuden war nicht erwünscht und bei Nebengebäuden nur mit einer Ziegelverblendung gestattet.
Im Jahr 1990 wurde der Abbau der sulfidischen Kupfer-Blei-Zink-Erze aufgegeben. Ebenso wurde die Verhüttung eigener und fremder Erze im Raum Mansfeld-Helbra-Eisleben eingestellt. Seit 1992 rät die Strahlenschutzkommission von der Verwendung von Schlackesteinen beim Neubau von Häusern ab. Im Straßenbau galt die Verwendung hingegen weiterhin als unbedenklich, da die Straßendecke die Ortsdosisleistung deutlich reduziere und bei einer Straßendecke von zehn Zentimetern vergleichbar mit der von westsächsischem Granit sei.

## Haupt-Produktionsstätten
Im Jahr 1906 betrieb die Mansfeld’sche Kupferschiefer bauende Gewerkschaft in Eisleben vier Rohhütten in den aus der flüssigen Hochofenschlacke durch Temperguss Schlackesteine hergestellt wurden:
- Eisleben: Krughütte (später Karl-Liebknecht-Hütte)[12][13], Schlackehalde[14], Denkmal Krughütte in Wimmelburg[15] ⊙

- Helbra: Koch-Hütte (ab 1951 August-Bebel-Hütte)[12][16][17][18], Schlackehalde ⊙

- Großörner: Kupferkammerhütte[12][19] ⊙

- Leimbach (Mansfeld): Eckardt-Hütte (daneben erhaltene Schlackehalde an der Straße Mansfeld-Vatterode)[12][16][20] ⊙

## Herstellungsverfahren

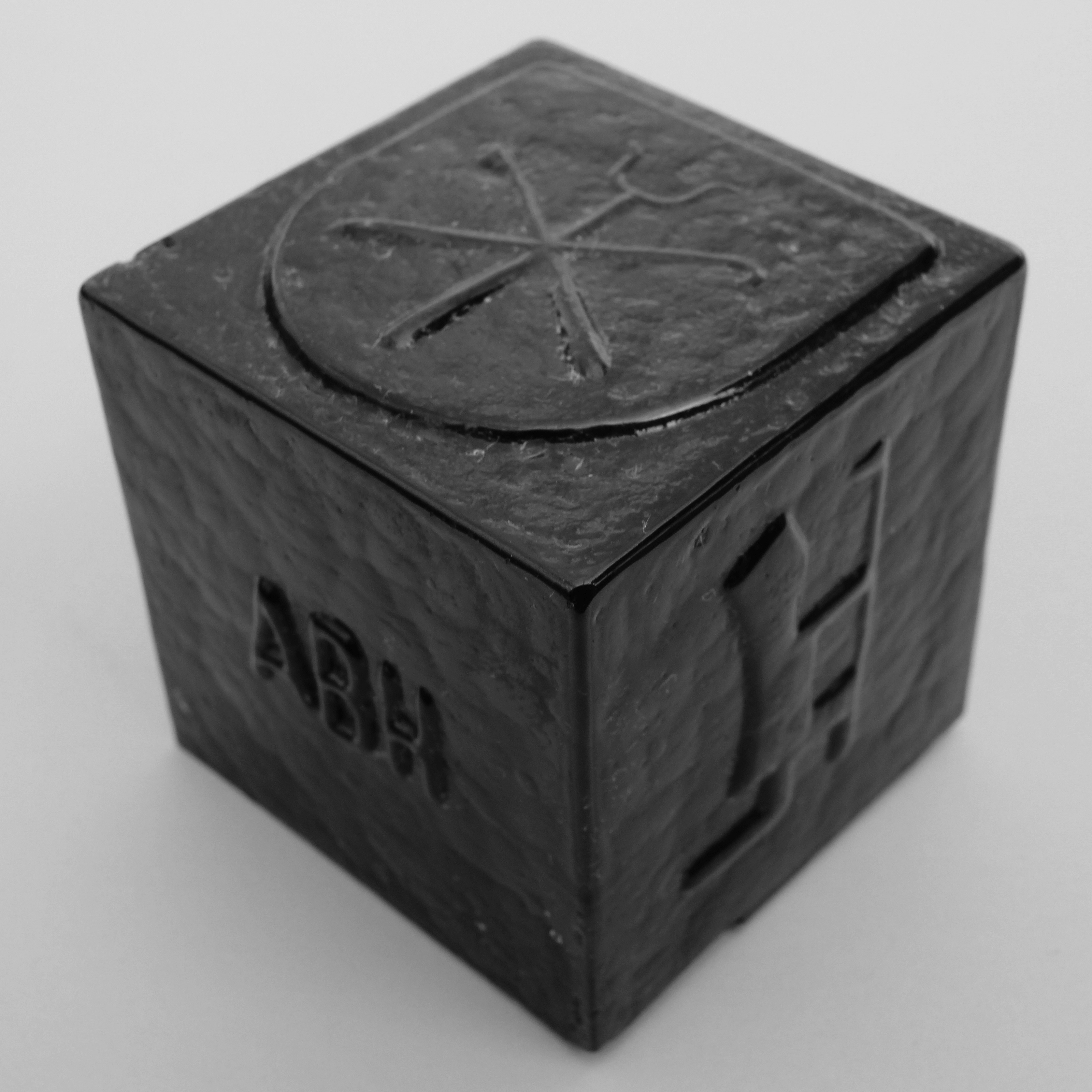
Mansfelder Kupferschlackenstein als Briefbeschwerer und Souvenir der August-Bebel-Hütte in Helbra. Zeigt oben das Hüttenwappen und rechts Kamerad Martin, eine Symbolfigur des Mansfelder Bergbaus. Kantenlänge 5 cm, Masse 331 g

Die Schlackensteine wurden auf dem Gelände der jeweiligen Hütte gegossen, um kurze Wege zwischen Abstich am Hochofen und Steinguss sicherzustellen. Die „künstliche Lava“, die in Kipploren der Werksbahn zum Gussort transportiert wurde, durfte sich nicht zu stark abkühlen. In einem etwa 40 bis 50 cm tiefen Gussbett wurde zuerst Schlackensplitt, der später die griffige Oberseite der Steine bildete, gleichmäßig verteilt. Die Größe des Betts und damit die Anzahl der Steine (Richtwert 120), die bei einem Guss hergestellt wurden, richtete sich nach dem Fassungsvolumen einer Kipplore.
In dieses Bett wurden baukastenartig eiserne Gussformen ineinander gesteckt und mit eisernen Platten abgedeckt, wobei eine Platte jeweils die Fächer für zwei Steine bedeckte. In einer Abdeckung befanden sich somit zwei Löcher mit Durchmessern von jeweils 4 bis 5 Zentimetern, über die die glutflüssige Masse in die würfelförmigen Fächer floss. Das gesamte Bett wurde umrandet, um überschüssige Masse zu begrenzen. Bis vor das Gussbett wurden die Gleise für die Werksbahn verlegt. Meist lagen mehrere solche Gussbette nebeneinander, da die Werkbahn mehrere Kipploren auf einmal brachte.
Die so gegossenen Steine mussten mehrere Tage abkühlen. Danach wurde die oberhalb der Fächerdeckel befindliche glasartige erkaltete Schlacke abgehackt, die Abdeckungen nach weiterer Abkühlung entfernt und die Steine entnommen und gestapelt. Die Tätigkeit, Schlackensteine herzustellen, galt als hoch qualifiziert und wer sie ausübte, hatte die eigene, heute kaum noch geläufige Berufsbezeichnung Facher. Die Deutsche Fotothek der SLUB hat eine Fotoserie darüber aus dem Jahr 1958 ins Netz gestellt. Die Fotos zeigen einen Facher bei der Herstellung der Fächer, den Guss der flüssigen Schlacke und einen Lagerplatz mit Steinen aus Formschlacke. Die Ausnutzung der Schlacke für Mansfelder Schlackensteine stieg in günstigen Jahren bis auf 90 %.

## Weitere Baustoff-Produkte
Die Kupferschlacke diente ferner – in granulierter Form und mit Portlandzement vermischt und mittels Nasspressverfahren in Form gebracht – zur Herstellung weiterer Baustoffe (Bordschwellen, Grenz- und Nummernsteine, Hartsteinplatten).

## Technische Eigenschaften
Je nach Abkühlungsgeschwindigkeit erstarrte die Schlacke rein glasig (bei schneller Abkühlung), oder es wurde Pyroxen als kristalline Phase ausgeschieden. Daneben traten Reste der sulfidischen Phase (in Tröpfchenform) auf. Andere kristalline Phasen (Spinell, Calcium-Alumosilikate) traten nur in Ausnahmefällen auf.
In den Pflastersteinen bildete der Pyroxen ein grobkristallines Gefüge, wobei er häufig Skelettkristalle ausbildete. Es war jedoch auch möglich, die Schlacke kontrolliert so erstarren zu lassen, dass sich ein porzellanartiges Gefüge mit sehr geringen Kristallgrößen (weniger als 1 µm) ausbildete. Formteile aus dieser Kupferschlacke galten als hochgradig verschleißfest; ihre Druckfestigkeit beträgt etwa 3000 kg/cm².
Die chemische Zusammensetzung der Kupferschlacke wurde wie folgt angegeben: 45–50 % SiO2, 18–22 % CaO, 16–19 % Al2O3, 4–9 % MgO, 3–5 % FeO, 3–5 % (Na2O+K2O), 0,2–0,3 % Cu, 0,2–0,4 % S.

## Ionisierende Strahlung aufgrund enthaltener Radionuklide
| Radionuklid | Spezifische Aktivität in Becquerel pro Kilogramm Schlacke: Mittelwert (Bereich) |
| ----------- | ------------------------------------------------------------------------------- |
| Radium-226  | 1500 (860–2100)                                                                 |
| Thorium-232 | 48 (18–78)                                                                      |
| Kalium-40   | 520 (300–730)                                                                   |

Der abgebaute Kupferschiefer enthielt einen gewissen Anteil (im Mittel 5 g/t) Uran und andere radioaktive Elemente aus den Zerfallsreihen des Urans. Bei den hüttentechnischen Prozessen zur Gewinnung von Kupfer reicherten sich diese Elemente teilweise in der Schlacke an (TENORM-Material). Der Anteil der anderen natürlichen Radionuklide Thorium-232 und Kalium-40 in der Schlacke aus Mansfelder Kupferschiefer dagegen liegt, verglichen mit anderen Baustoffen wie Granit, Ton, Lehm, Ziegel, Klinker und Beton, eher im mittleren Bereich.
Die Ortsdosisleistung auf Straßen und Plätzen sowie in Häusern liegt bei bis zu 0,7 μSv/h bei einem Mittelwert von ca. 0,4 μSv/h. Bei einem Aufenthalt von täglich bis zu drei Stunden liegt die effektive zusätzliche Jahresdosis bei bis zu 0,3 mSv
Die durchschnittliche effektive Dosis eines Menschen in Deutschland durch natürliche Quellen liegt bei etwa 2–2,4 mSv pro Jahr inklusive dem Einatmen von Radon. Der Referenzwert für die effektive Dosis, die laut Strahlenschutzgesetz eingehalten werden soll, ist 1 Millisievert pro Jahr durch Radionuklide natürlichen Ursprungs (außer Radon).

## Produktionsziffern
Bereits im Jahr 1874 wurden 394.000 Pflastersteine produziert, zehn Jahre später waren es 3,955 Millionen (1885) und 1897 10,629 Millionen Pflastersteine im Jahr. Ab dem Jahr 1899 stagnierte die Produktion auf dem Niveau von über 15 Millionen Pflastersteinen im Jahr (so auch 1901–1903), im Jahr 1904 waren es erstmal mehr als 16 Millionen.

## Absatzmärkte
Im Handbuch genannten Prospekt von 1906 heißt es: „In der Provinz und dem Königreich Sachsen, im Herzogtum Anhalt und den Thüringischen Staaten, in der Umgebung von Berlin, im Herzogtum Braunschweig, den Provinzen Hannover und Hessen gehören nicht nur fast alle Städte und größeren Gemeinden, sondern die Eisenbahnverwaltungen, Landes- und Kreisbauinspektionen, sowie viele industrielle Etablissements zu den regelmäßigen Abnehmern der Mansfelder Schlackensteine. Aber auch in Süddeutschland bis nach Heidelberg, ferner in der Rheinprovinz und Westfalen, selbst in den Reichslanden und in Holland ganz besonders aber in den nördlichen Gebietsteilen des deutschen Reichs hat sich ein weites Absatzfeld erschlossen. Erwähnt seien nur die Hafenstädte Bremen, Wilhelmshaven, Altona, Flensburg, Stralsund, welche größere Mengen bezogen haben, und namentlich Hamburg, dessen Bestellung für 1906 sich allein auf 40 000 qm Schlackensteine I. Sorte beläuft.“ Im Kontext der Sonderausstellung Mansfeld pflastert Europa hieß es zudem, dass Straßen in Hamburg, Düsseldorf, Amsterdam, Kopenhagen, Wien und vielen anderen Städten mit Mansfelder Kupferschlackenpflaster gebaut wurden.
Wie beliebt der neue Straßenbelag war, zeigt die Chronik von Biesenrode: Das Dorf machte im Jahr 1906 die Förderung einer Verbindungsstraße von Vatterode nach Rammelburg von der Pflasterung der eigenen Ortslage abhängig und erhielt diese auch im Jahr 1908. Im Jahr 1913 förderten die Pferdebesitzer von Biesenrode den Ausbau von Straßen mit Schlackensteinen durch kostenlosen Fuhren, 1924 kaufte der Ort 2.000 Mansfelder Schlackensteine von der Kochhütte und 1927 weitere 15.000 von der Mansfeld-AG. Im Jahr 1933 bewilligte Biesenrode den nächsten Ankauf von Pflasterschlackensteinen.

### Orte mit Kupferschlackensteinepflastern

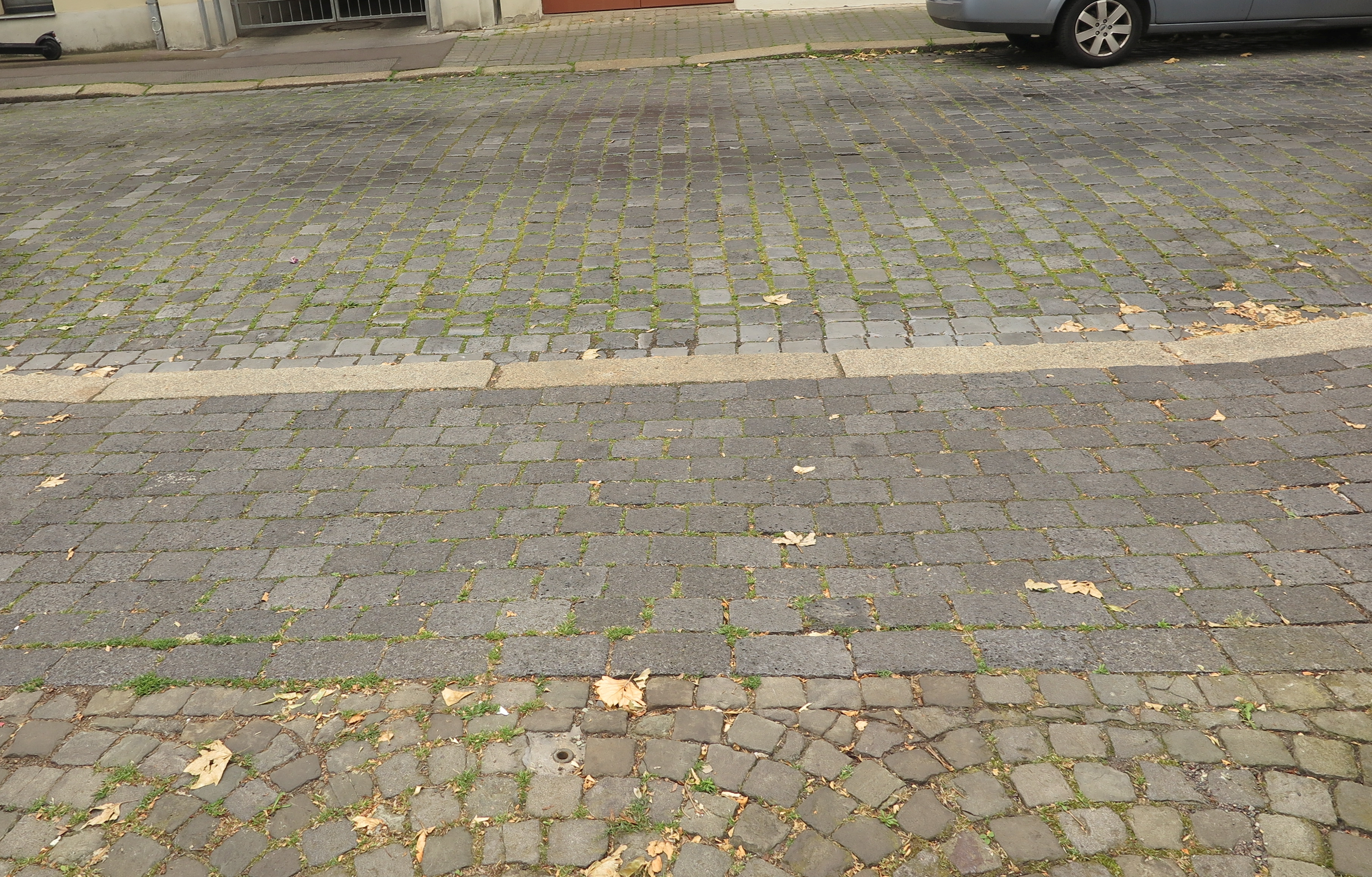
Raue und glatte Schlackensteine in Halle (Saale)

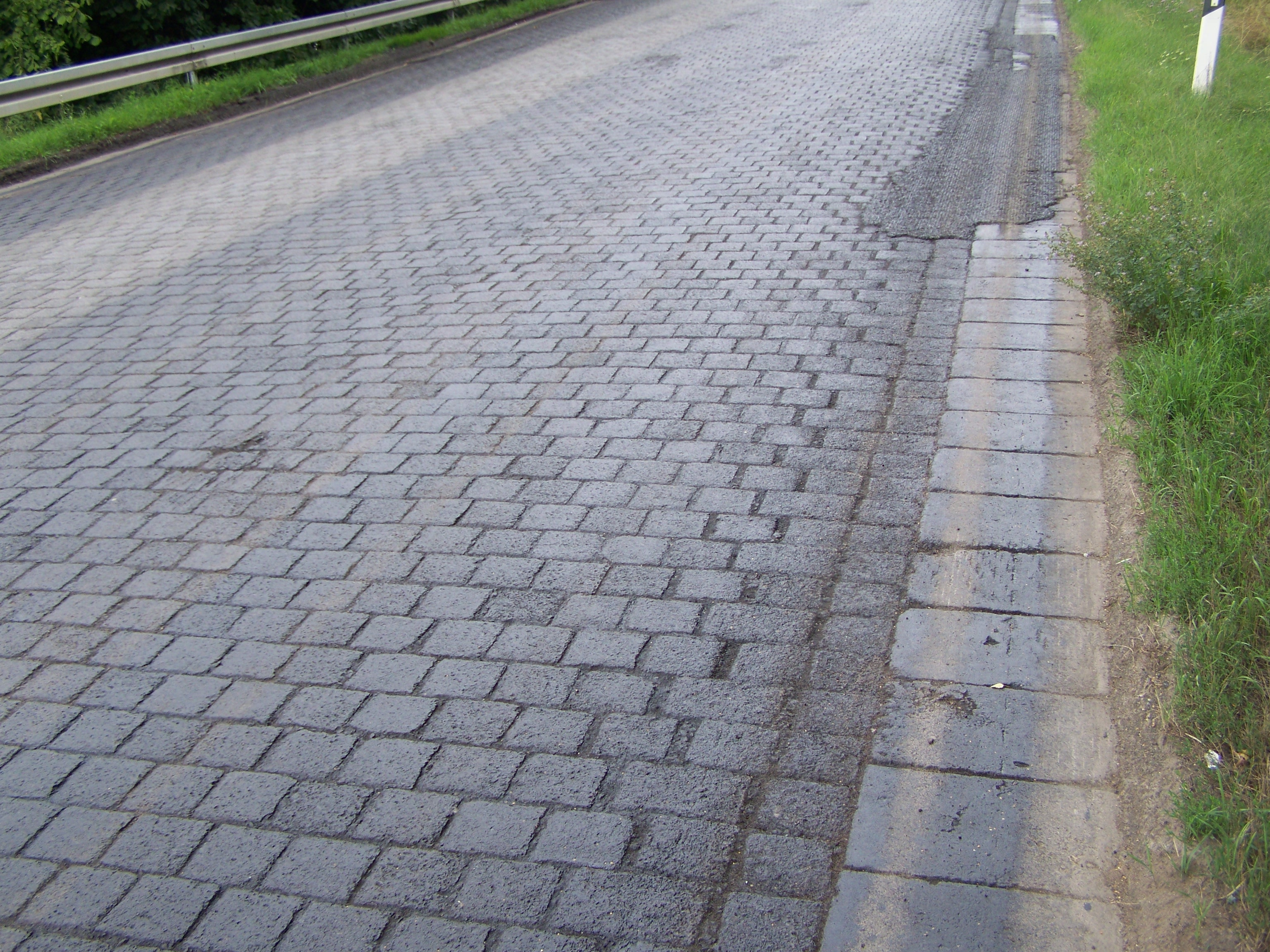
Straßenpflasterung bei Bennstedt

- Barcelona: Früher großflächige Pflasterung, Überreste noch vorhanden auf Carrer de Sardenya zwischen Parc dels Til·lers und CEM Fort Pienc
- Barby: Schulzenstraße (1908), Schloßstraße (1913), Schulstraße (1935), Fischertor (1935), Markt, Magdeburger- und Gethsemanestraße – teils beseitigt und eingelagert, teils Wiederverwendung für Toreinfahrten, als Containerstellfläche auf dem Friedhof sowie auf dem Barbyer Schützenplatz[8]
- Bennstedt: Eislebener Straße (teils mit Asphaltdecke)
- Berlin: viele Straßen mit Schlackesteinen gesäumt[32], zudem Plätze[33][34]
- Bremen: Taubenstraße, etliche Radfahrstreifen[35]
- Chemnitz: VEB Nahverkehr[11]
- Dommitzsch: Torgauer Straße[7]
- Dresden: Bünaustraße[36], Sternplatz[37], Stresemannplatz[38], Theaterplatz[39], Thomaestraße[40], Andreas-Schubert-Straße[41]
- Eckernförde: Kieler Straße, St.-Nicolai-Straße[42]
- Eisleben: Kasseler Straße[43]
- Esslingen: Marktplatz[44]
- Grimschleben: Straße beim Ort (Verbundpflaster; mit Naturstein)[45]
- Halle (Saale): zahlreiche Straßen haben Kupferschlackensteinpflaster, insbesondere in den Gründerzeitvierteln (z. B. Emil-Abderhalden-Straße, Heinrich-und-Thomas-Mann-Straße, Breite Straße, Am Kirchtor – je zum Großteil) – zudem Einfahrten (Botanischer Garten, Schule Jägerplatz, Opernhaus usw.), Randrinnen entlang der Straßen u. ä.[46][47]
- Hannover: Viele Parkflächen und Gossen, zum Beispiel Engelbosteler Damm und Brüggemannhof.
- Leipzig: 1890 bis 1899 zehn Millionen Pflastersteine auf Plätzen und Straßen verlegt[3][48]
- Lochwitz: Kreisstraße[49]
- Magdeburg: Fürstenwallstraße, Karl-Schurz-Straße, An der Kälberweide[32], Straßenbahnlinie nach Cracau (1928, u. a. 2400 Quadratmeter Schlacken-Pflastersteine aus Eisleben)[50]
- Northeim: Graf-Otto-Straße[51]
- Pasewalk: Bahnhofsstraße[52]
- Stralsund: Bleistraße[53] ⊙
- Stuttgart: Marktplatz[54] ⊙
- Weimar: Frauentorstraße[55]

### Bauwerke

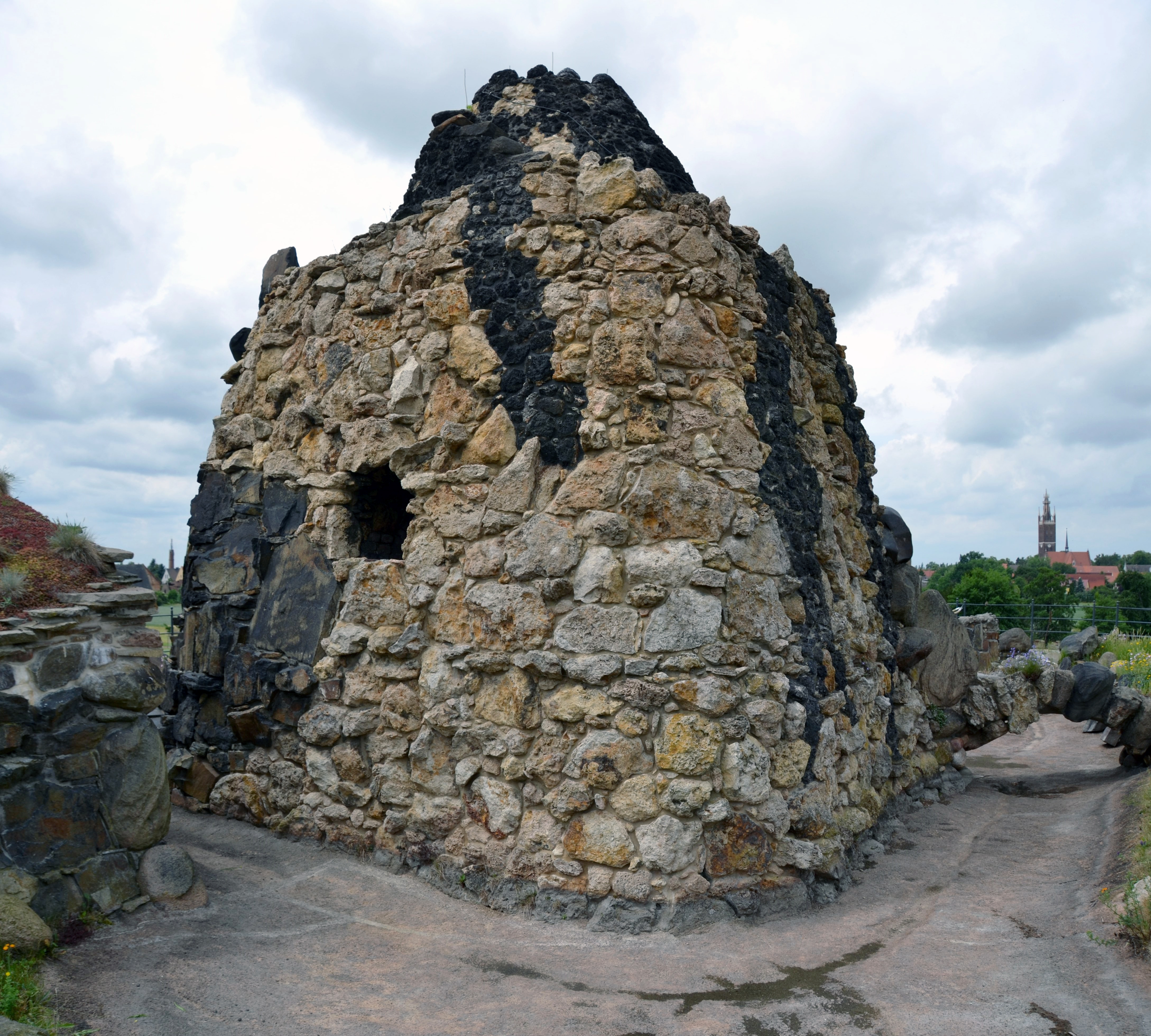
Vesuv von Wörlitz

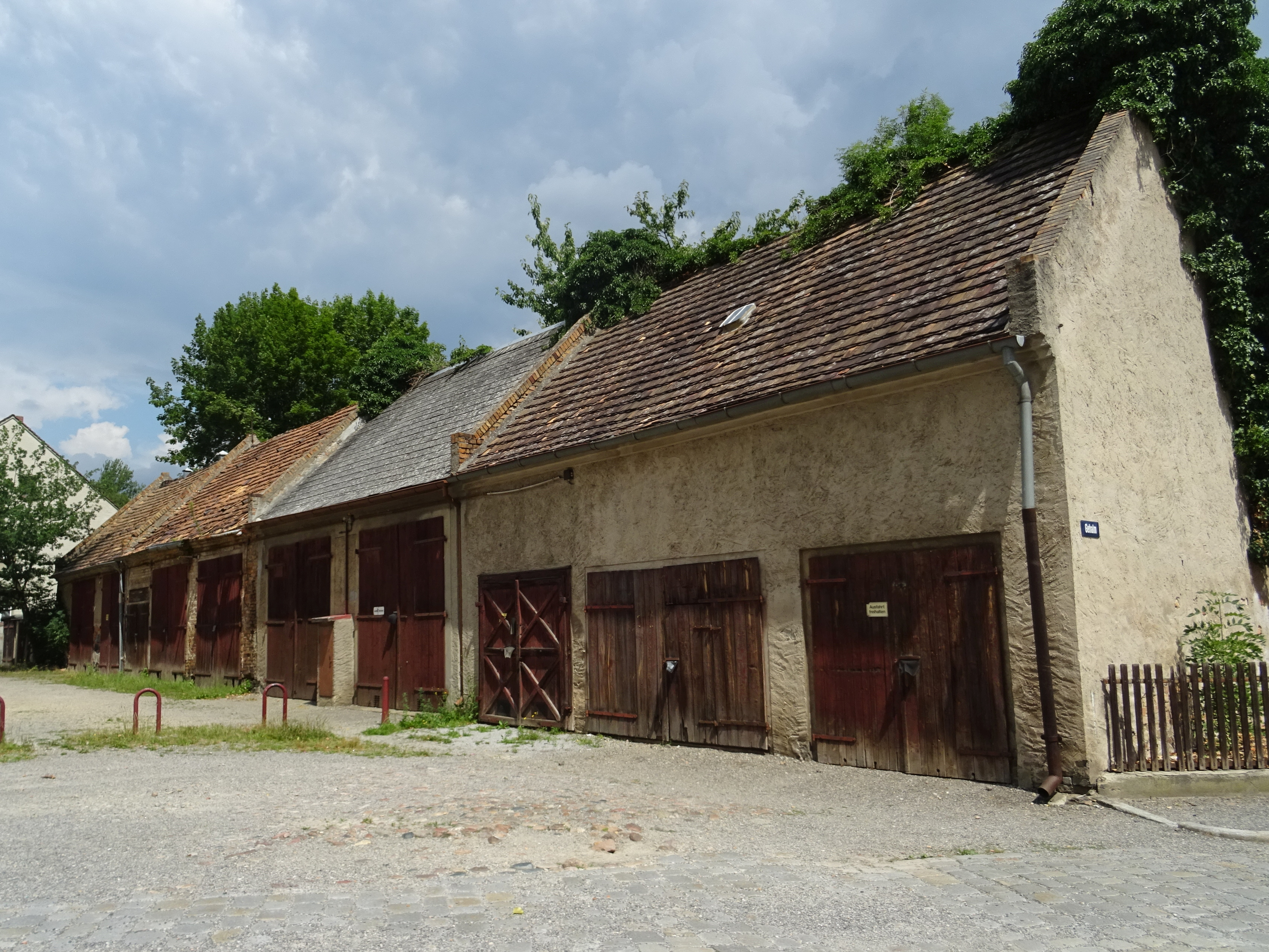
Verputzte Scheunen Bad Muskau

- Bad Muskau: Stadtscheunen am Gehalm (denkmalgeschützt)[56] ⊙
- Friedeburgerhütte: 10 Kornflaschen (1825–1841; denkmalgeschützt; fünf bis neun Meter hoch; erhalten sind drei; zuletzt 2015 saniert)[57][58][59][60] ⊙
- Wetzlar: Garbenheimer Straße 1 (ehemaliges Arbeits- und Postamt von 1914; denkmalgeschützt)[61] ⊙
- Witten: Gartengrotten[62][63]
- Wörlitzer Park: Vesuv (künstlicher Vulkan, erbaut aus Schlackesteinen, Findlingen und Basalt)[64] ⊙

## Museale Aufbereitung

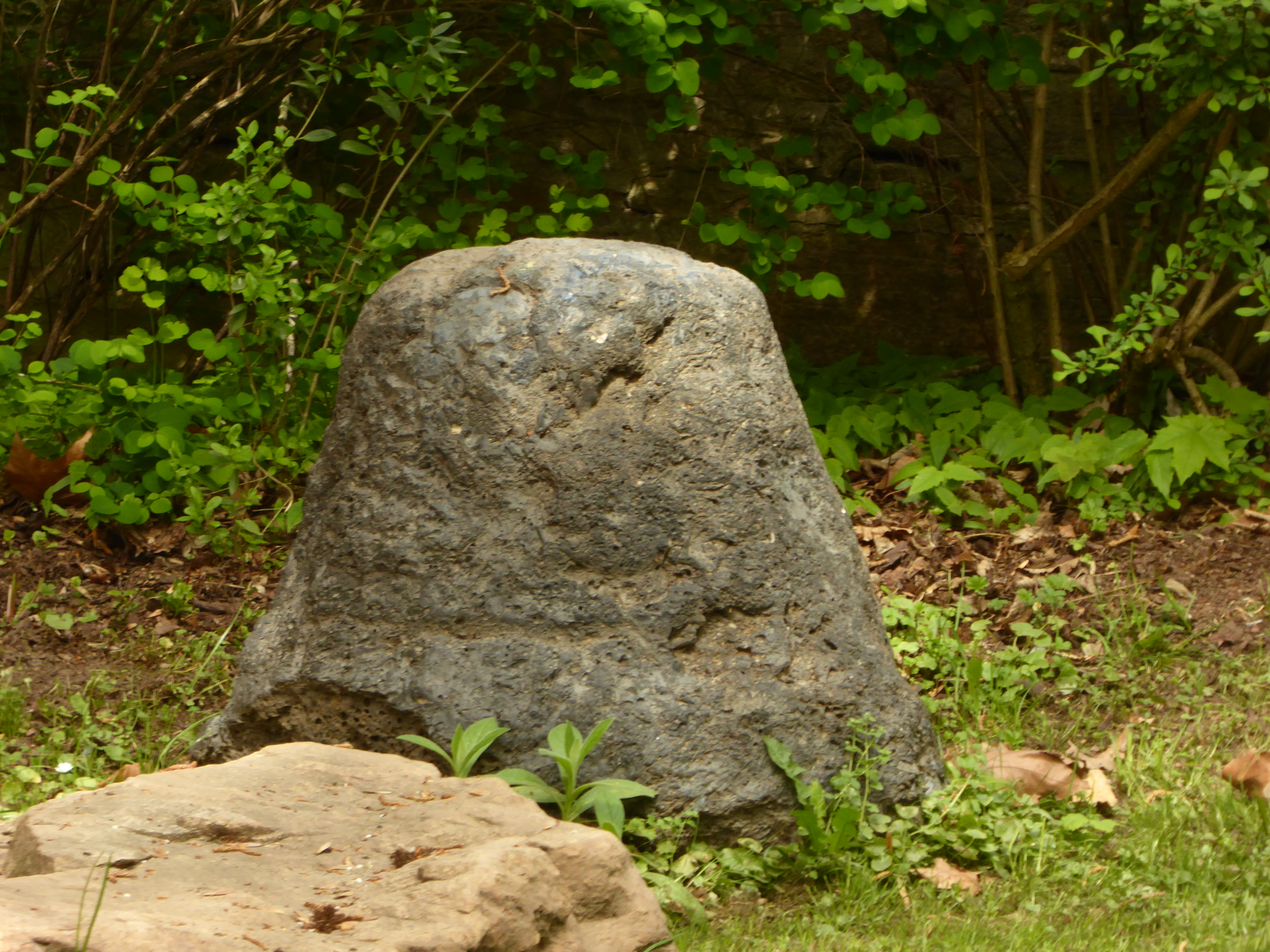
Mutmaßlicher Meilenstein Sangerhausen

Mit dem Ende der Produktion im Zug der Deutschen Wiedervereinigung begann eine neue Wahrnehmung der Kupferschlackensteine. Besonders seit dem 150-jährigen Jubiläum des Beginns der Produktion der getemperten Pflastersteine gab es regelmäßige Vorträge zum Thema in verschiedenen Orten des Mansfelder Landes, beispielsweise in Eisleben, Kreisfeld, Hettstedt 2014, Sangerhausen 2015, Klostermansfeld 2017, Helbra 2019 oder in Burgörner 2020. Vielerorts gelten sie mittlerweile als typisch und werden teils als erhaltenswert eingestuft, denn ähnlich wie die Schlackehalden haben auch die Straßen mit Kupferschlackensteinen sowie Bauwerke aus Schlackesteinen einen ortsbildprägenden Charakter erlangt und stehen teils unter Denkmalschutz. Dort, wo der Abbau unabdingbar ist, finden sich häufig Abnehmer. Daneben finden die Steine auch zunehmend den Eingang in Museen. Teils werden sie als Einzel-Exponate in Heimatmuseen ausgestellt, teils werden ihnen ganze Ausstellungen gewidmet.
- Grünewalde: Exponat im Heimatmuseum[70]
- Hettstedt-Burgörner: Mansfeld-Museum: eigener Bereich in der Dauerausstellung[71], Würfel aus Kupferschlacke von 1914[72], zuvor schon Sonderausstellung Mansfeld pflastert Europa 2014[66]
- Sangerhausen: Spengler-Museum: mutmaßlicher Viertel-Meilenstein im Außenbereich neben anderen Kleindenkmalen[73], Sonderausstellung Mansfeld pflastert Europa 2015[74]
- Wimmelburg: Schlackensteine-Pfad Hüneburg (Lehrpfad)[75]